# Градиште (Грнчар)
Градиште је археолошки локалитет који се налази у месту Грнчар, општина Витина. Остаци на потесу Велико и Мало Појатиште, Страшни суд и Селиште, са пећинским налазиштем изнад цркве Светог Николе чине део великог комплекса који је повезан са налазима рударства у долини Летенице.
На локалитету Градиште откривени су остаци трвђаве из римског и средњовековног периода и грађевина које су се налазиле око утврђења. Период градње је између 2. и 4. века. 